# Triglycéride lipase cellulaire
 (mars 2023).
Si vous disposez d'ouvrages ou d'articles de référence ou si vous connaissez des sites web de qualité traitant du thème abordé ici, merci de compléter l'article en donnant les références utiles à sa vérifiabilité et en les liant à la section « Notes et références ».
Le triglycéride lipase cellulaire est une enzyme hormono-sensible qui intervient après l'action de lipoprotéine lipase.
Cette enzyme est assistée comme diglycéride lipase et monoglycéride lipase.
Elle hydrolyse les triglycérides stockés dans le tissu adipeux, les muscles, le myocarde, ainsi que les triglycérides arrivant au foie par l'intermédiaire des lipoprotéines résiduelles, c'est-à-dire les lipoprotéines qui résultent de l'action de la lipoprotéine lipase.